# O Futuro (revista)
O Futuro foi uma revista literária quinzenal, dirigida por Faustino Xavier de Novaes, publicada no Rio de Janeiro, então capital do Brasil, entre 15 de setembro de 1862 e 1 de julho de 1863, totalizando 20 exemplares. Circulou no Brasil e em Portugal e contou entre seus colaboradores com nomes ilustres como Camilo Castelo Branco e Machado de Assis.
A revista publicou, no primeiro número, o seu programa, “Ao público brasileiro e português”, redigido por Reinaldo Carlos Montoro: "Este periódico vai tentar a realização de um pensamento há muito concebido por todos os que prezam as literaturas dos dous países em que se fala a língua portuguesa. Estabelecer um campo comum, em que livremente, sem preocupações mesquinhas de opinião ou nacionalidade, viessem discursar os escritores de ambas as nações [...]"

## Machado de Assis emO Futuro
Machado de Assis publicou 16 crônicas quinzenais em O Futuro, no primeiro número e, depois, do sexto ao último número. As crônicas ocupavam as últimas páginas da revista e tratavam das atualidades (por exemplo, a invasão de águas brasileiras por vapores peruanos no Amazonas e a Questão Christie) e dos fatos literários e culturais (teatro, música).